# Ruda (gmina w guberni warszawskiej)
Ruda – dawna gmina wiejska istniejąca w XIX wieku w guberni warszawskiej. Siedzibą władz gminy była Ruda.
Za Królestwa Polskiego gmina Ruda należała do powiatu mińskiego w guberni warszawskiej.
Gminę zniesiono w połowie 1870 roku a jej obszar włączono do gmin Glinianka i Dębe Wielkie.